# 火里赤
火里赤（?—?），元朝大臣，元顺帝时中书平章政事。
火里赤担任中书右丞相脱脱的长史。脱脱被贬，至正十五年（1355年）六月，监察御史哈林禿弹劾火里赤和集賢大學士吳直方、參軍黑漢，罢免夺职。至正二十七年（1367年）十月甲寅，担任中书省平章政事。